# Petrus Plancius

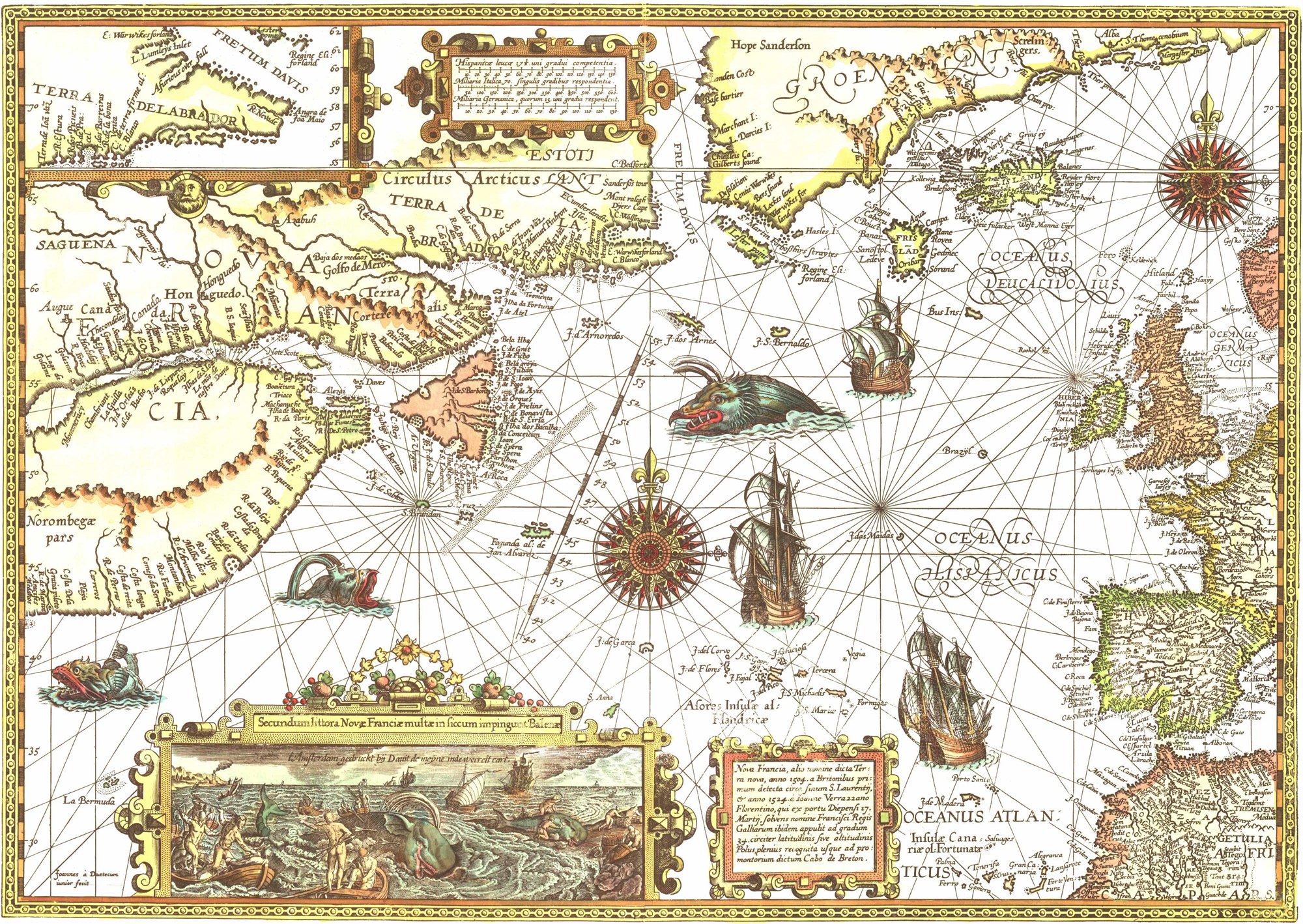
Karta av Petrus plancius 1592 - 1594

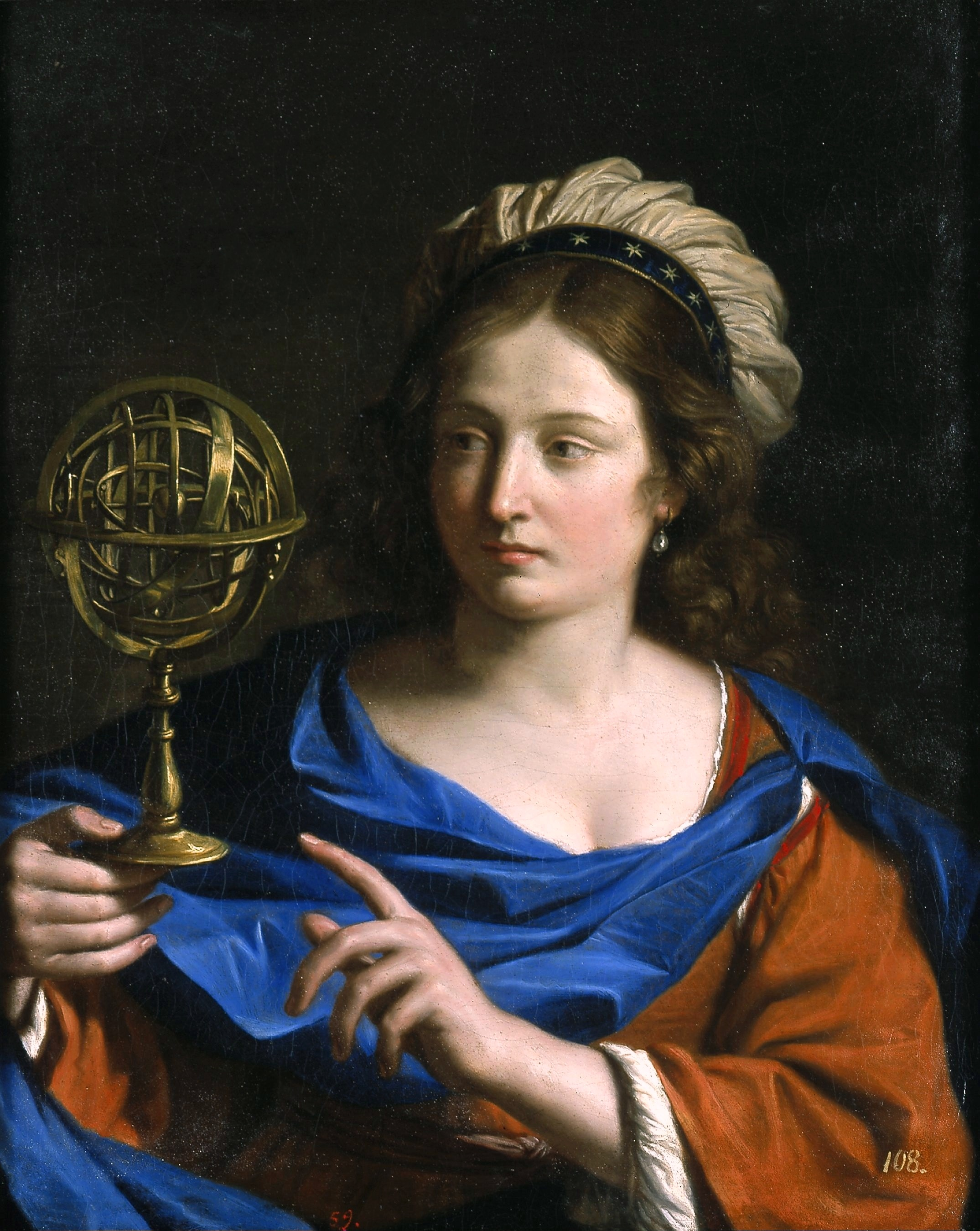
Målning av Guercino föreställande en armillarsfär 1650 - 1655.

Petrus Plancius, född 1552, död 15 maj 1622, var en nederländsk astronom, geograf och präst. Han föddes som Pieter Platevoet i Västflandern. Han läste teologi i Tyskland och England. Vid 24 års ålder fick han tjänst vid Nederländska reformerta kyrkan. Plancius var kalvinist, och tvingades fly undan inkvisitionen när Nederländerna invaderades av Spanien år 1585, och tog anställning som kartograf vid Holländska Ostindiska Kompaniet. Som kartograf ritade han ett hundratal kartor och introducerade Mercators projektion för sjöfarten.
Åren 1589 - 1612 arbetade Plancius med att kartlägga södra stjärnhimlen. Åren 1595-1597 hade han och upptäcktsresanden Frederick de Houtman katalogiserat 135 stjärnor på södra stjärnhimlen som inte var kartlagda tidigare. Dessa sammanställdes på en 35 cm stor Armillarsfär. För att sjöfararna lättare skulle hitta de nya stjärnorna så skapades 12 nya stjärnbilder: Paradisfågeln, Kameleonten, Svärdfisken, Tranan, Lilla vattenormen, Indianen, Flugan, Påfågeln, Fenix, Södra triangeln, Tukanen och Flygfisken.
1603 infogades stjärnbilderna i Johann Bayers Uranometria.
År 1512 introducerade Plancius 8 nya konstellationer på en 26,5 cm armillarsfär, publicerad i Amsterdam av Pieter van der Keere. Av dessa är det bara Giraffen och Enhörningen som återfinns på moderna stjärnkartor.

## Eftermäle
Petrus Plancius har fått småplaneten 10648 Plancius uppkallad efter sig.